# Ann Andreasen
Ann Andreasen er en tidligere dansk idrætskvinde, der i begyndelsen af 1970'erne var på landsholdet i både fodbold, atletik og håndbold.

## Fodbold
Ann Andreasen spillede og vandt i VM-finalen i 1971 i Mexico City mod værtsnationen Mexico. Det var foran 110.000 tilskuere.
Den 27. juli 1974 spillede det danske kvindelandshold den første landskamp under DBU i forbindelse med turneringen om det nordiske mesterskab. Danmark vandt med 1-0 på mål af Ann Andreasen over Sverige i Markusböl.

## Håndbold
1976/77 og 1977/78 var Ann Andreasen, som spillede i Svendborg HK med 87 og 78 mål topscore i håndboldens 1.division. Det blev DM-bronze 1976/77 og 1977/78 og DM-guld 1978/79.

## Atletik

### Personlige rekorder
- Højdespring: 1,64 1973
- Spydkast: 39,84 1973